# Richard O'Shée
Richard O’Shee, né le 13 mars 1740 à Castletown (Irlande), mort le 7 octobre 1802 à Saint-Germain-en-Laye (Yvelines), est un général irlandais de la Révolution française.

## États de service
Il entre en service en 1769 et il sert dans l’armée royale jusqu’en 1789.
Le 15 novembre 1791, il est nommé lieutenant-colonel au 88e régiment d’infanterie, et de 1791 à 1794, il sert à Saint-Domingue. Le 23 mars 1794, il est de retour en France et il démissionne.
De retour au service, il est promu général de brigade le 3 juin 1796, et le 1er novembre suivant, il est affecté à l’armée des côtes de l'Océan sous les ordres du général Hoche. Le 16 juin 1797, il démissionne de nouveau.
Le 14 mars 1799, il revient à l’armée, comme commandant du département du Finistère, et il est réformé le 31 janvier 1801.
Il meurt le 7 octobre 1802 à Saint-Germain-en-Laye.

## Sources
- (en) « Generals Who Served in the French Army during the Period 1789 - 1814: Eberle to Exelmans »
- Thierry Pouliquen, « Les généraux français et étrangers ayant servis [sic] dans la Grande Armée » (consulté le 20 août 2014)
- (pl) « Napoléon.org.pl » [archive du 23 juin 2014]